# الجفجف (غيل بن يمين)

'

تعديل مصدري - تعديل

الجفجف هي إحدى قرى عزلة غيل بن يمين بمديرية غيل بن يمين التابعة لمحافظة حضرموت، بلغ تعداد سكانها 1104 نسمة حسب تعداد اليمن لعام 2004.